# Joel Kirby
Joel Kirby (* 1964 in Sacramento) ist ein US-amerikanischer Musicaldarsteller, Tänzer und Schauspieler.

## Leben
Kirby wuchs in der Wüste von Phoenix auf. Er besuchte die East High School und erlangte einen Bachelor of Fine Arts an der Arizona State University. Er war von 1979 bis 1986 Mitglied (Principal Dancer) in einem Repertory theater in Salt Lake City. Von 1986 bis 1987 lebte und arbeitete er in New York City und studierte am, von Herbert Berghof gegründeten, HB Studio. 
Im Jahr 1986 war er in Robert Wilsons Stück „The CIVIL warS“ an der Brooklyn Academy of Music (BAM) zu sehen. Nach einer Europatournee mit dem Stück „Jesus Christ Superstar“ (Rolle: „Peter“) wurde er im Jahr 1987 nach West-Berlin eingeladen. Von 1987 bis 1999 gehörte er als Solist zum festen Ensemble des Theater des Westens in Berlin unter der Intendanz von Helmut Baumann und spielte in Rollen wie „Freddy“ in My Fair Lady sowie „Hero“ in Zustände wie im alten Rom. Seit 2000 arbeitete er am Staatstheater Kassel (The Life, Chess), Nationaltheater Mannheim und Opernhaus Graz (Crazy for You, Gigi, Carousel) und am Staatstheater Nürnberg und Theater St. Gallen (Der Mann von La Mancha). 
Aktiv ist er ebenfalls im Bereich Film- und Fernsehen, u. a. in Filmen wie Babylon A.D., Drei Schwestern: Made in Germany, Erkan & Stefan, Eurotrip, Roman Polańskis Der Ghostwriter und Faust unter der Regie von Alexander Sokurow. In Hannah Arendt unter der Regie von Margarethe von Trotta spielte er die Rolle des Lionel Abel.
Er lebt in Berlin und ist seit 2012 verheiratet.